# フランスの交通

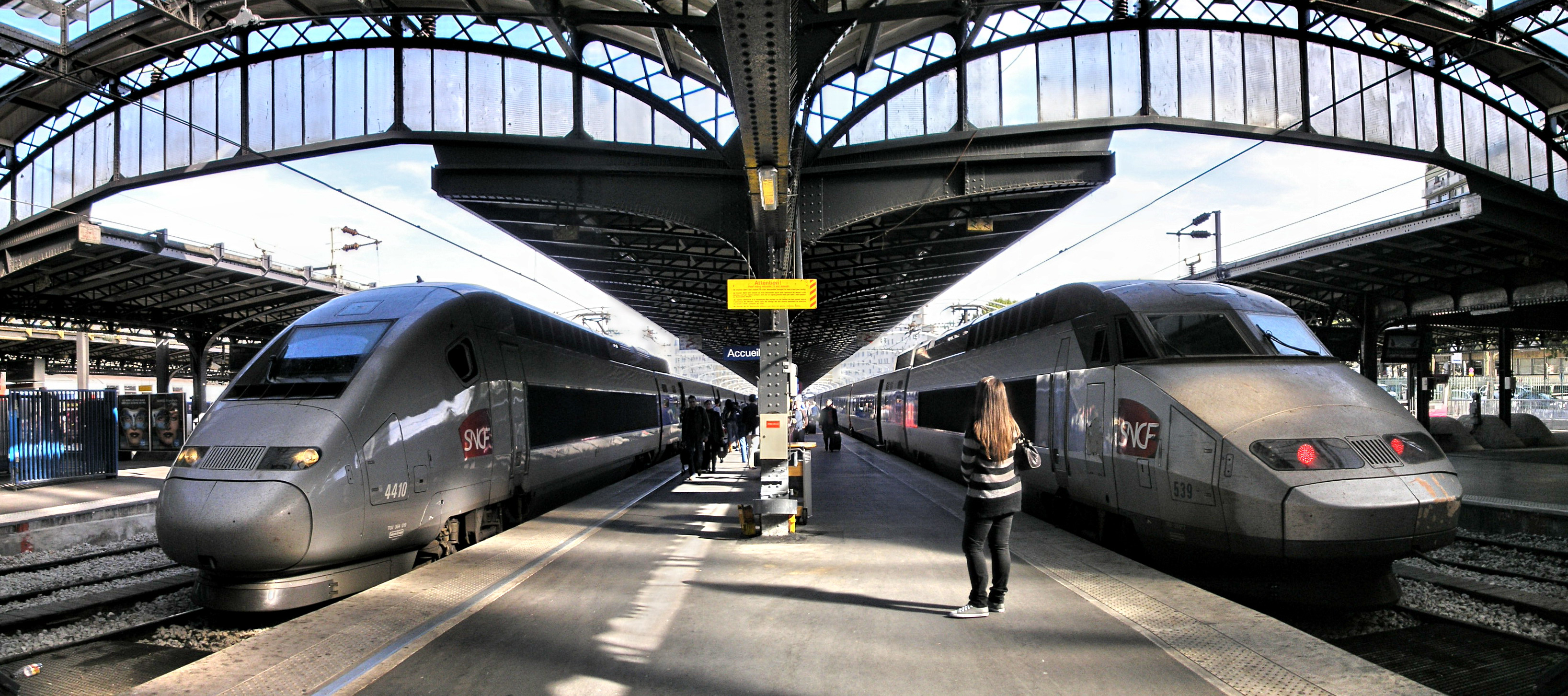
TGVが停車するパリ東駅

フランスの交通（フランスのこうつう）では、フランス共和国における交通についての概略を示す。
現在フランスは世界で最も緻密な交通網が整備された国のひとつである。100km²あたり146kmの道路と6.2kmの鉄道が整備されており、これらは首都でありまた国内最大都市であるパリを中心とした交通網を形成している。

## 歴史
現在のフランス本土で初めて交通網が整備されたと言えるのは古代ローマ時代であり、ローマ街道が主な植民都市を結び軍隊の移動に役立っていた。
中世には交通網に大きな進歩が見られず、大きな物流も見られなかった。しかし近世に入ると技術の進歩により再び交通が盛んになり、特にロワール川、セーヌ川、ローヌ川などの航行可能な河川を抱えるフランスでは川同士を接続する運河の建設が盛んに行われた。また海上交通も発達し、これまでの高価なガレー船に代わってより速く積載量も大きい帆船が沿岸での貿易の主流となっていった。それによりナント、ボルドー、シェルブール、ル・アーヴルなど大西洋岸の港は新世界（南北アメリカ）との貿易港として栄えた。
中世には国として交通網の整備に関わることはほとんどなかった。1502年にルイ12世が全国の道路や港湾の調査を命じたことでようやく国レベルでの関与が始まった。1716年に土木技師団（コール・デ・ポンデショッセ）という常設の技術官僚集団が組織され、1747年には技術者養成のための国立土木学校が開校した。
1982年には国内交通基本法(Loi d'orientation des transports intérieurs)が制定され、この中で「交通権」という権利が謳われた。

## 鉄道

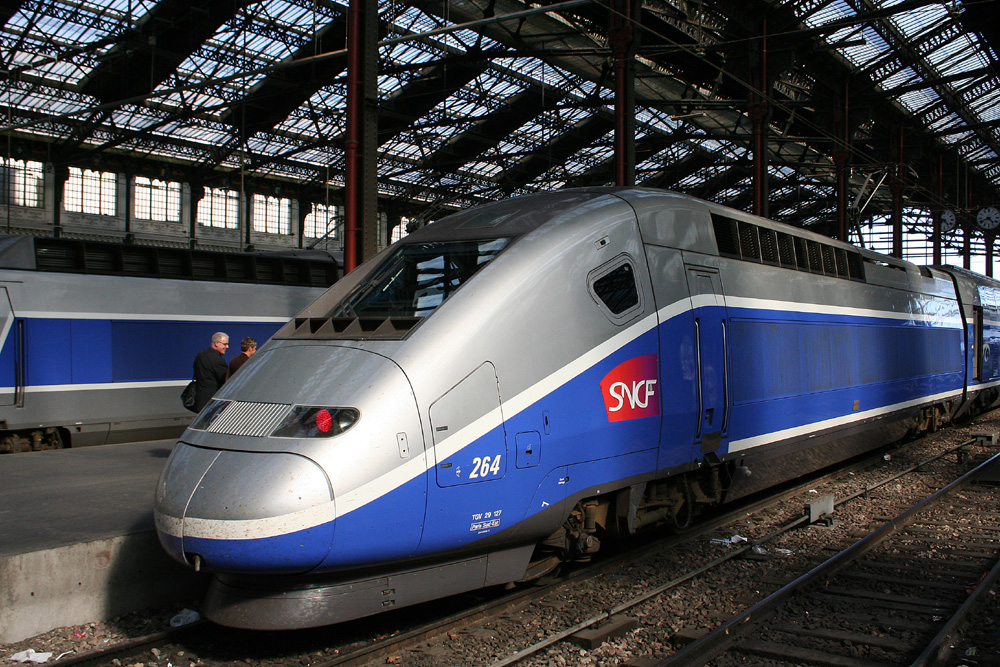
TGV Duplex編成（パリ・リヨン駅）

TGVの路線網
• 赤線/青線：高速鉄道路線 (LGV)
• 黒線：TGVが走行する通常路線
• 点線：走行計画がある路線

フランスには51,401kmにおよぶ鉄道路線が敷設されており、これらのほとんどはフランス鉄道線路事業公社 (RFF) が保有し、商工業的公施設法人であるフランス国鉄 (SNCF) により運営がなされている。しかし、フランス国内の移動における鉄道の依存度は低く、10%を下回る。
1981年には初めて高速鉄道路線LGV（Ligne à grande vitesse）が整備されパリとリヨンを結ぶLGV南東線が開業、それ以降敷設が進みTGVによって首都パリとフランス各地、および周辺諸国の主要都市が高速鉄道によって結ばれている。1994年には英仏海峡トンネルが開通したことによりドーバー海峡を越えイギリスとフランスが鉄道により直接結ばれた。このTGVは日本の新幹線と並ぶ高速鉄道として知られており、2007年には試験における最高速度574.8km/hを達成した（詳しくはフランス国鉄TGV POSを参照のこと）。
フランス国内の鉄道は一部を除きすべて左側通行であるのに対し、地下鉄（メトロ）やトラムはリヨン地下鉄を除きすべてが道路と同様の右側通行での運行となっている。

### 近隣諸国との乗り入れおよび各国の軌間と電圧
- 同軌間による運行（1,435mm、一部を除き架空電車線方式）
  - ベルギー 交流25kV 50Hz/直流3kV（ただしベルギー高速鉄道1号線は全線で交流25kV 50Hz）
  - ドイツ 交流25kV 50Hz/交流15kV 16 2/3Hz
  - イギリス 交流25kV 50Hz/直流750V 第三軌条方式（ただし英仏海峡トンネルとHigh Speed 1は全線で交流25kV 50Hz）
  - イタリア 交流25kV 50Hzまたは直流1.5kV/直流3kV
  - スイス 交流25kV 50Hzまたは直流1.5kV/交流15kV 16 2/3Hz
  - ルクセンブルク　 双方とも交流25kV 50Hz
  - モナコ　 双方とも交流25kV 50Hz - モナコ国内の鉄道もSNCFが運行している。
- 異なる軌間による運行（1,435mm/1,668mm）
  - スペイン 直流1.5kV /直流3kV （ただしLGVペルピニャン-フィゲラス線は1,435mm、交流25kV 50Hz）

なお国境を接する国としては唯一アンドラとの接続がないが、これはアンドラ国内に鉄道路線が存在しないためである。

## トラムと次世代型路面電鉄
フランスでは19世紀後半から大都市を中心にトラムが整備されていたが、自動車の普及などから1930年代終盤にはリールやマルセイユなどの都市を除きその姿を消していった。しかし1980年代からは再びトラム、そして次世代型路面電鉄（ライトレールと呼ばれることもある）が陽の目を浴び始め、現在はパリ近郊をはじめフランス国内の多くの都市で市民の足となっている。

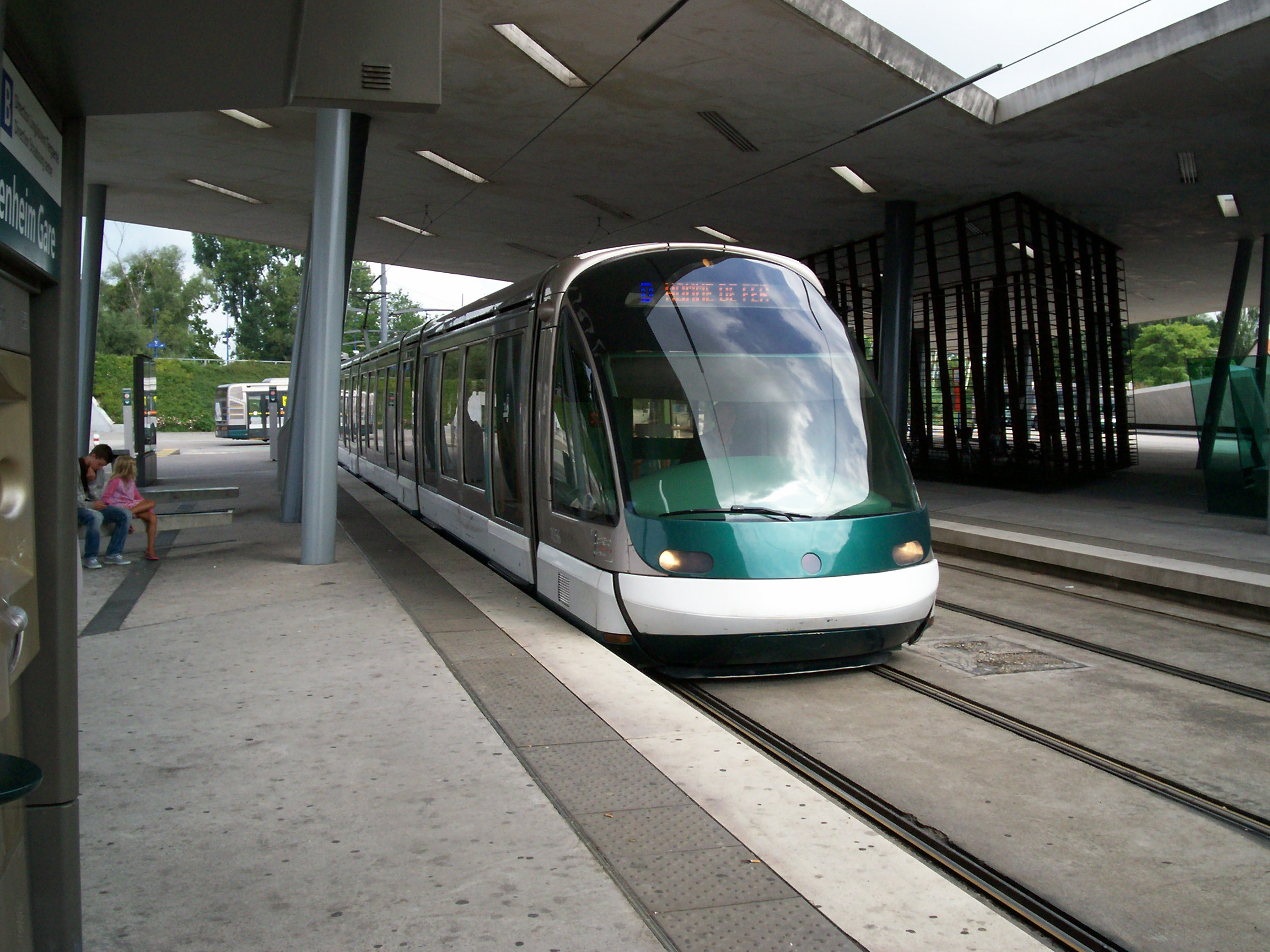
ストラスブールのユーロトラム

以下は現在トラムまたは次世代型路面電車が走る街と開業年度である。なお開業年度は「現在運行がなされている路線」の開業年度を指す。
- 第二次世界大戦以前
  - サン＝テティエンヌ（1881年）
  - リール（1909年）
- 1945年～1999年
  - ナント（1985年）
  - グルノーブル（1987年）
  - パリ近郊（1992年）
  - ストラスブール（1994年）
  - ルーアン（1994年）
- 2000年～
  - オルレアン（2000年）
  - モンペリエ（2000年）
  - ナンシー（2000年、ゴムタイヤトラム）
  - リヨン（2001年、フランス最大のトラム網）
  - カーン（2002年、ゴムタイヤトラム）
  - ボルドー（2003年）
  - クレルモン＝フェラン（2006年、ゴムタイヤトラム）
  - ミュルーズ（2006年）
  - ヴァランシエンヌ（2006年）
  - ニース（2007年）
  - ル・マン（2007年）
  - マルセイユ（2007年）
  - トゥールーズ（2010年）

このほかアンジューやディジョンで建設が進んでいるほか多くの都市で建設が検討されており、フランス本土以外でもマルティニークのフォール・ド・フランスでもトラムの建設計画がある。

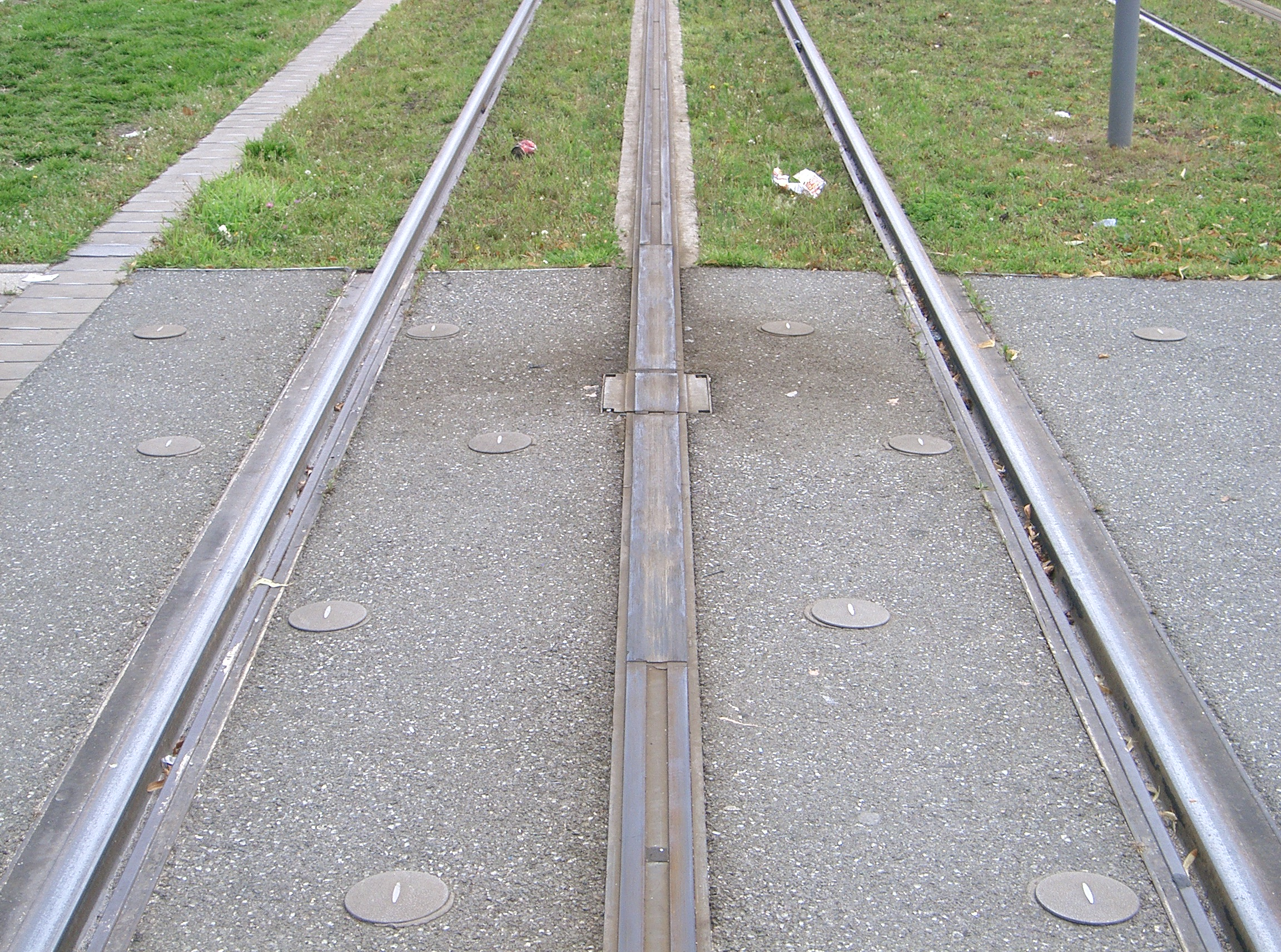
ボルドーにあるAPSサードレイル。真ん中の線路から電力を供給する。

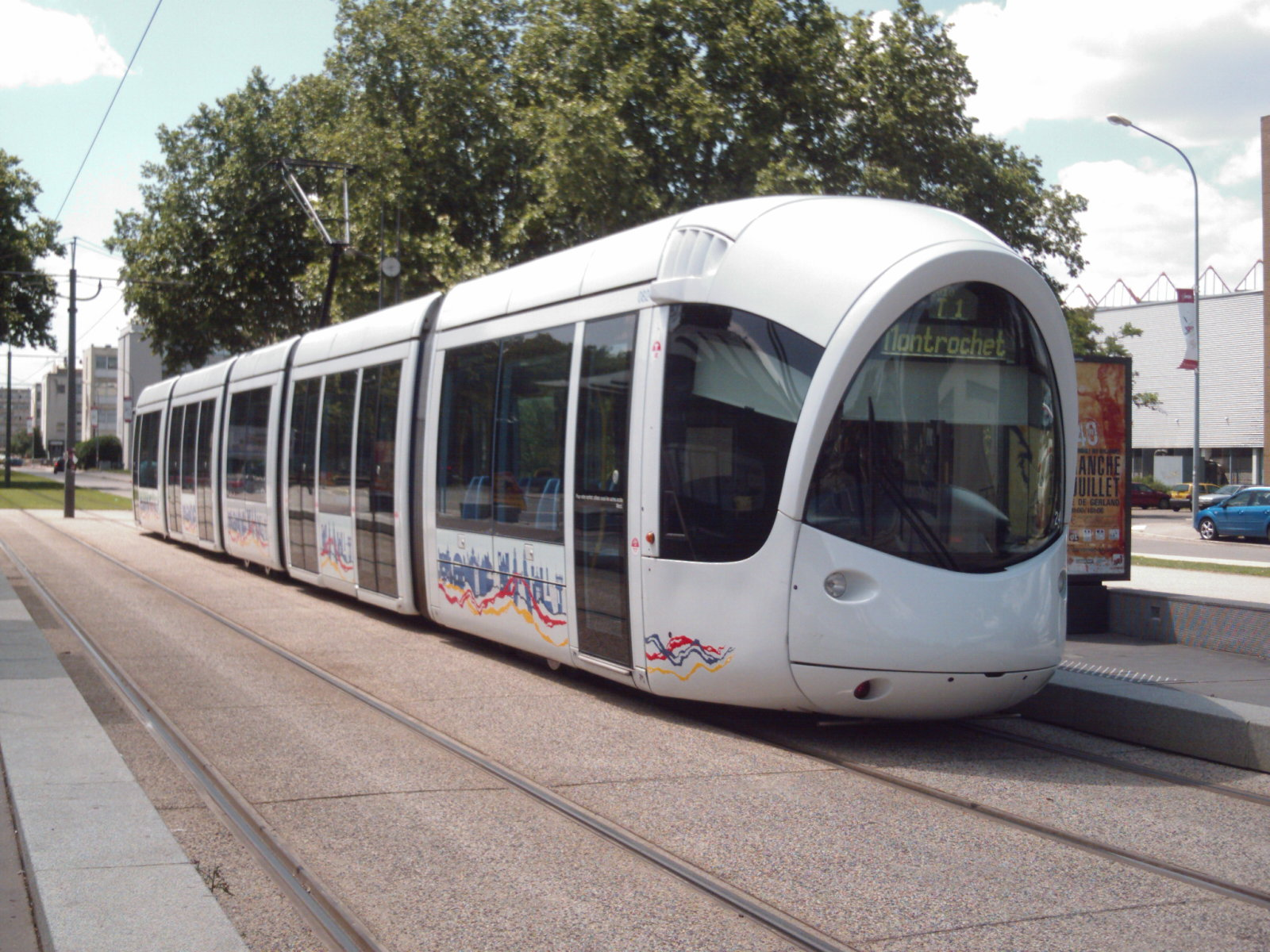
リヨン市内を走るシタディス社のトラム

このトラムの再興により、フランスでは鉄道の車両開発と走行システムの双方に技術的な影響を大きく与えた。給電システムとしては、地表集電方式と呼ばれる、架線ではなく線路の間に走る第三軌条から電力を受ける仕組みが開発され、2003年にボルドーで導入された。これはボルドー市の古い町並みの中で電力を架線により供給するのが困難であったためで、現在ではヨーロッパの各都市のほかゴールドコーストやブラジリア、ドバイなどでも使用されている。車両開発としては、ストラスブールを走るユーロトラムが挙げられ、外観もより通常の鉄道に近く、全面に窓を設けるなど開放的な造りとなっている。またフランスのアルストム社が開発した超低床電車シタディスは窓の形状やドアの数、編成車両数などを鉄道会社が自由選択できるようにし、より革新的なデザインを提供することに成功した。最新型のシタディス・デュアリスは最高速度時速100km以上を想定したトラムトレインであり、500m～5kmの停車間隔を想定して作られている。

## 道路

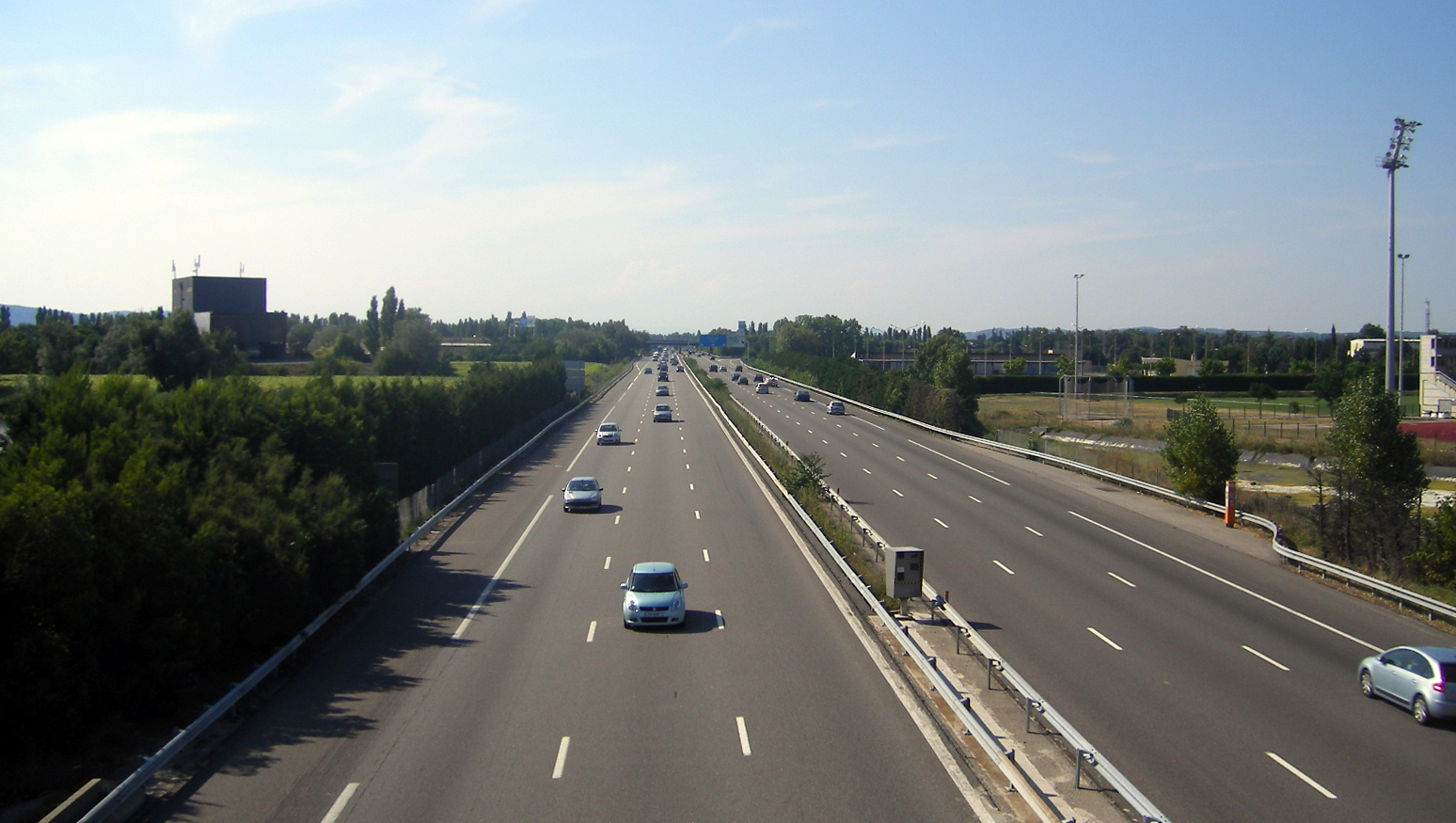
オランジュ近郊のA7号線

フランスの高速道路網

フランスには2009年の段階で1,000,960kmの道路が敷設されている。フランスの高速道路(オートルート)網は12,000km以上に及び、大都市近郊や北部の一部を除いて有料となっている。これらの有料道路はSANEFなどの民間企業により運営され、アメリカ、カナダ、ドイツに次ぐ世界第四位の高速道路網にまで成長した。現在フランスはヨーロッパの中でも最もモータリゼーションの進んだ国のひとつであり、2005年では85%の人が移動に車を使用している。
またルート・ナシオナルと呼ばれる国道と高速道路からなる主要幹線道路は30,000km以上、ルート・デパルトマンタル(県道)と呼ばれるその他の幹線道路は360,000km以上になる。これらの幹線道路の多くは伝統的にパリを起点としており、ノートルダム大聖堂の前には道路元標が設置されている（東京で言えば日本橋にあたる）。しかし近年ではより利便性を向上させるため、パリを通過しないルートの建設も作られてきている。

## 水路・運河

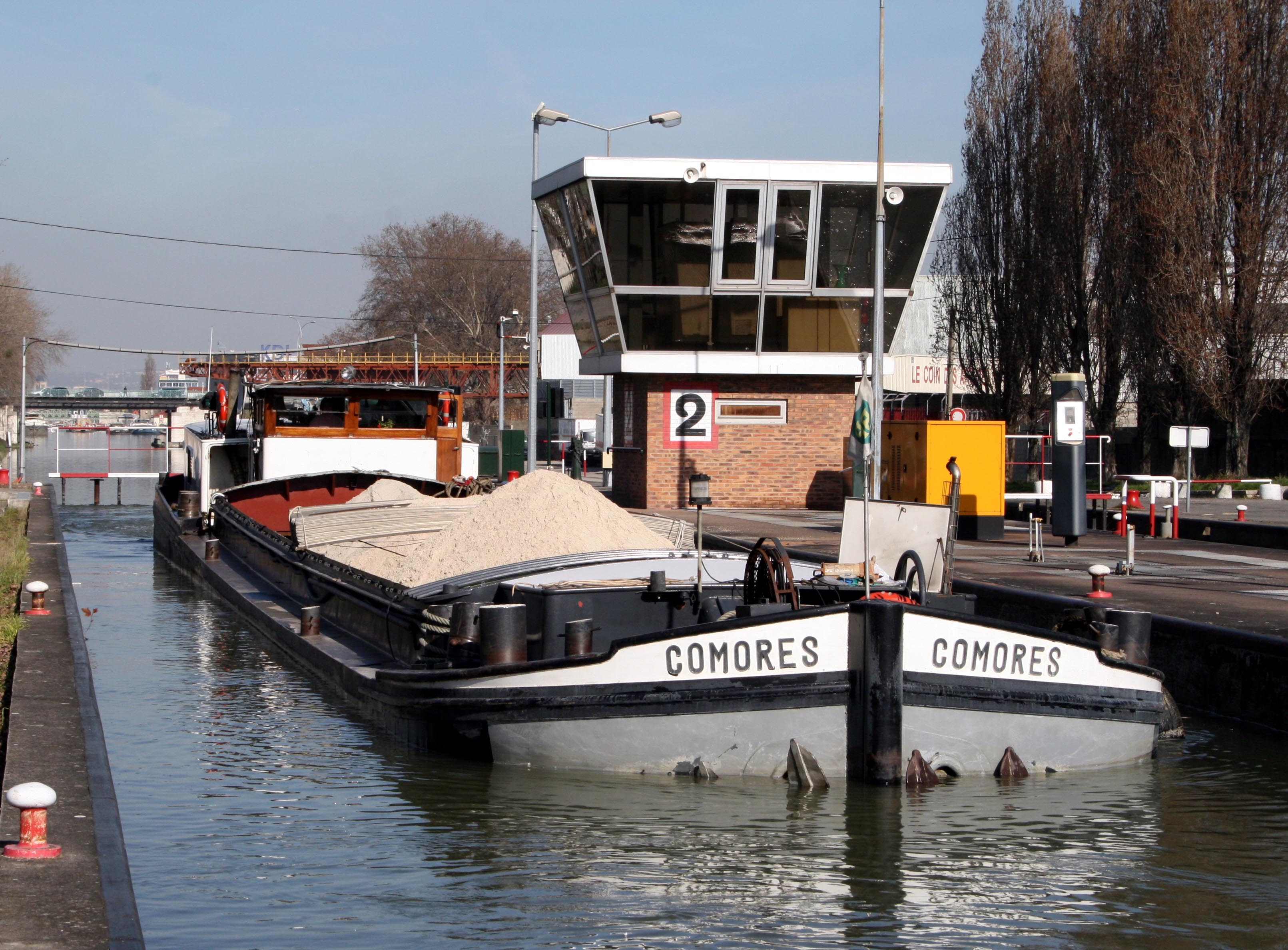
パリ市内にあるサン=ドニ運河

フランスはヨーロッパ最大の水路網を持つ国であり、総延長8,500kmに及ぶ河川や人工の運河のうち航行可能な箇所をVNF（Voies navigables de France）という公共機関が管理している。VNFの管理区域は6,700km、うち人工の運河は3,800km、河川などの天然の水路が2,900kmであり、また国内にある494のダム、1595の閘門、74の用水路、65の貯水池、35の水路トンネル、そして800km2の陸上区域もVNFの管轄となっている。しかしフランス北部ソンム川の航行可能区域とナントとブレストを結ぶブルターニュ運河はそれぞれ地元の機関が管轄しておりVNFの管轄外となっている。
現在水路ネットワークの約20%の区域が1000トンを越える商業船が航行可能とされている。これに対してVNFは水路の水深を深くしたり、閘門を拡張したりするなど水路の近代化を進めてフランスにおける水運を活性化させようという計画を進行中である。

## 海港

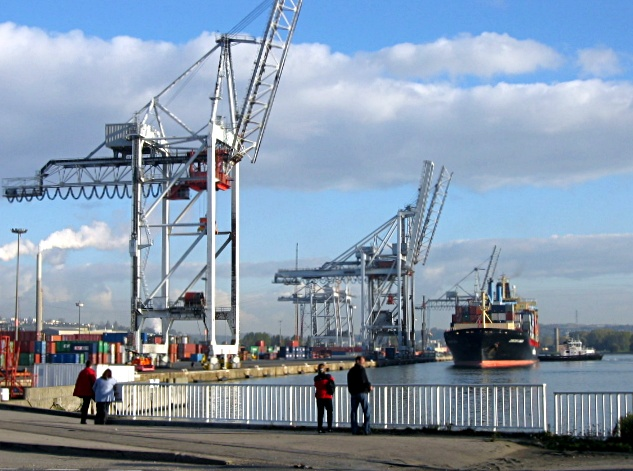
ル・アーブルのコンテナ・ターミナル

現在フランス企業の運航する商業船は1400隻で、うち700隻がフランスに船籍を置いている。フランスの110社の海運会社は合計で船上12,500人、陸上15,500人の雇用を創出し、年間3億500万トンの貨物を1500万人の旅客を取り扱う。なおフランスの貿易の72%が海運によるものとなっている。
フランスにある主要な海港としてはバイヨンヌ、ボルドー、ブローニュ＝シュル＝メール、ブレスト、カレー、シェルブール、ダンケルク、フォス＝シュル＝メール、ル・アーヴル、ラ・パリス、ロリアン、マルセイユ、ナント、ニース、パリ、ポール＝ラ＝ヌーヴェル、ポール＝ヴァンドル、ロスコフ、ルーアン、サン＝ナゼール、サン・マロ、セット、ストラスブール、トゥーロンなどが挙げられる。

## 航空

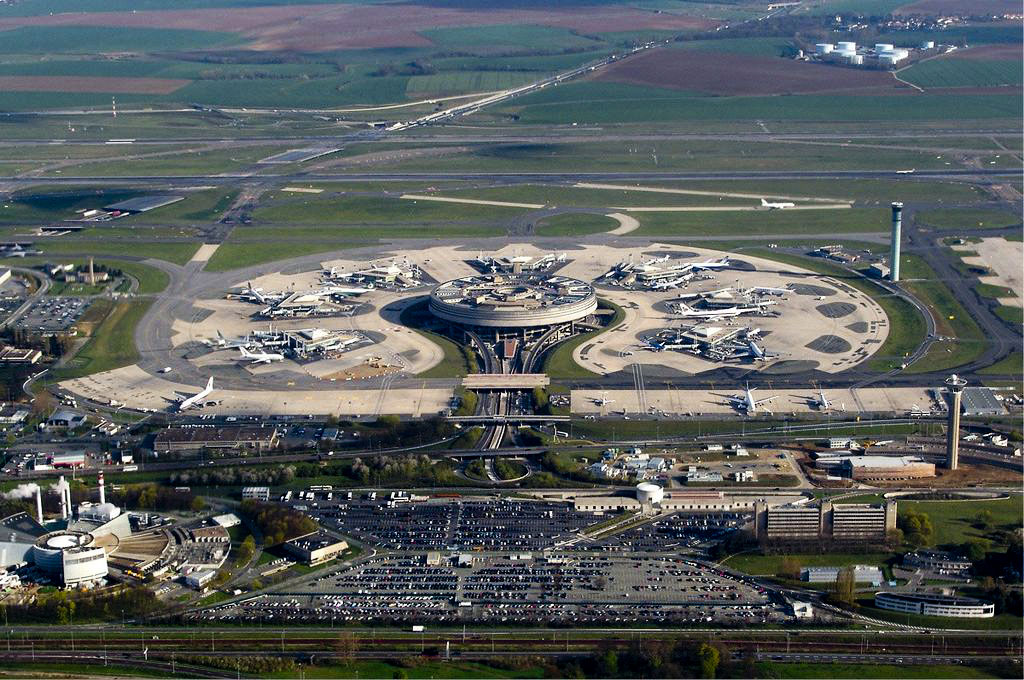
シャルル・ド・ゴール国際空港の第一ターミナル

2005年度、フランス国内には487の空港があり、うち288の空港が舗装された滑走路を、199の空港が未舗装の滑走を保有している。これらの空港はパリ空港公団（ADP）に代表される管理組織によって運営されており、首都パリにあるオルリー空港とシャルル・ド・ゴール国際空港の両空港もこの公団の管理下にある。なおシャルル・ド・ゴール国際空港は2010年度に5800万人の旅客を取り扱い、世界で7番目、ヨーロッパではロンドンのヒースロー空港に次いで2番目の規模を誇る。
航空会社としてはエールフランスがフランスのフラッグキャリアであり、国内20都市と海外領土を含む83カ国150都市に就航している。なお日本へは成田国際空港と関西国際空港に自社運航便で、東京国際空港にコードシェア便で就航している。
2023年5月23日、「鉄道で2時間以内に移動できる区間における国内航空路線の運航を禁止する」という法案が可決され、即日施行された。ただし、この法案の影響を受けるのはオルリー空港からボルドー、ナント、リヨンを結ぶ3路線のみであり、温室効果ガスの排出削減に取り組んでいるという象徴的な意味合いが強いとみられる。